# 提案书
"提案書"（英語：Proffer Letter）或稱"提案協議"或"一日皇后"(英語：Queen for a Day)，在美國刑事法律制度中是一種關鍵的策略工具。這種協議的目的是為了鼓勵那些可能擁有對調查有價值的信息的人來與法律執行部門合作。
在許多情況下，這種協議的存在能夠促使一些被告或潛在證人提供對案件有重大影響的信息，這些信息可能是檢察官在沒有被告或證人的合作下難以獲得的。此外，這種協議也可能對被告或證人產生利益，因為它可以作為一種方式來減少他們可能面臨的刑事責任。
然而，儘管"提案書"在刑事法律中扮演著重要的角色，但它並不是完全沒有問題的。首先，這種協議並不能保證被告或證人不會被起訴。即使簽署了提案書，檢察官仍然可以使用從其他來源獲得的相同信息來對簽署人提起訴訟。
其次，如果被告或證人在簽署提案書後提供虛假信息，或違反了協議的其他條款，那麼檢察官可以撤銷協議並使用他們提供的信息來對他們提起訴訟。
因此，當被告或證人考慮簽署提案書時，他們需要謹慎考慮其可能的後果。他們應該尋求專業的法律諮詢，以確保他們充分理解協議的內容和可能的風險。只有在充分理解這些問題並與律師進行詳細諮詢後，他們才應該考慮簽署提案書。